# یواس‌اس رابین (ای‌ام‌اس-۵۳)
یواس‌اس رابین (ای‌ام‌اس-۵۳) (به انگلیسی: USS Robin (AMS-53)) یک کشتی بود که طول آن ۱۳۶ فوت (۴۱ متر) بود. این کشتی در سال ۱۹۴۳ ساخته شد.